# Jolanta Lothe

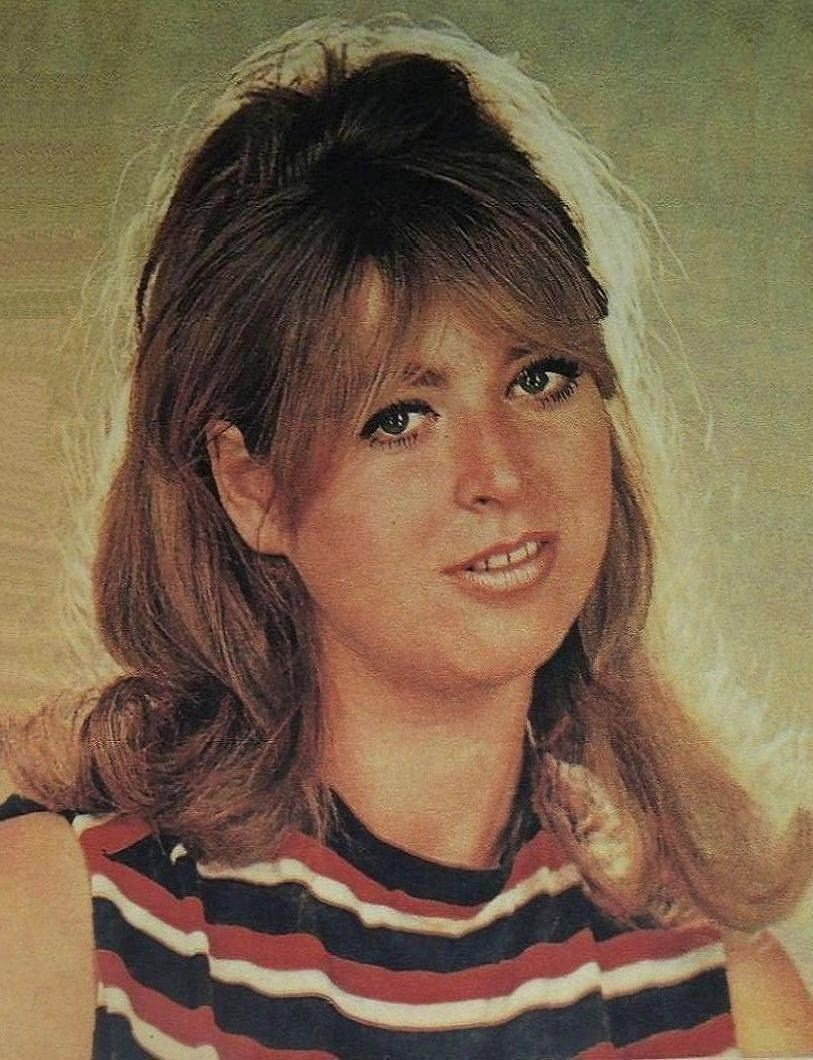
Jolanta Lothe im Jahr 1970

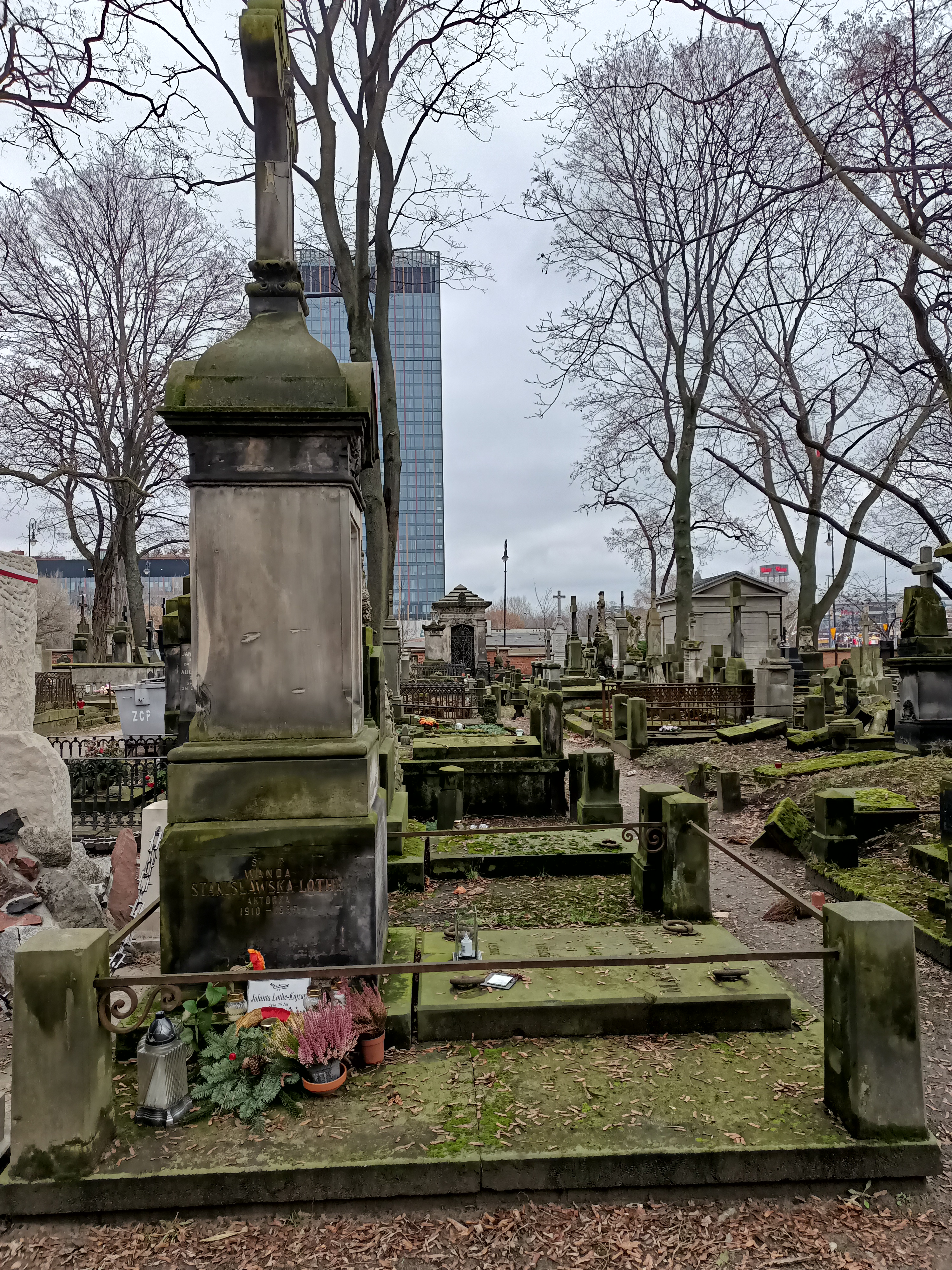
Das Grab der Schauspielerin und ihrer Mutter auf dem Powązki-Friedhof

Jolanta Lothe (* 19. April 1942 in Vilnius, Litauen; † 1. April 2022 in Warschau, Polen) war eine polnische Schauspielerin.

## Leben
Jolanta Lothe wurde 1942 als Tochter der Schauspielerin Wanda Stanislawska-Lothe (1910–1985) geboren, die Dichterin Wanda Stanislawska war ihre Großmutter. Ihr Vater ist noch während des Zweiten Weltkriegs gefallen. Jolanta zog mit ihrer Mutter öfter um, da diese häufig das Theater wechselte. Bereits als Siebenjährige hatte Jolanta ihren ersten Auftritt an einem professionellen Theater, als sie in dem Stück Trzydzieści srebrników von Howard Fast die Tochter von Jane Graham verkörperte. Kurz vor dem Schulabschluss entschied sie sich gegen ein Medizinstudium und wollte Schauspielerin werden. Sie studierte an der späteren Aleksander-Zelwerowicz-Theaterakademie Warschau und schloss ihr Studium 1966 erfolgreich ab.
Im Lauf ihrer Bühnenkarriere spielte sie an verschiedenen polnischen Theatern: in den Jahren 1966/1967 am Syrena-Theater in Warschau, von 1967 bis 1968 am Juliusz-Osterwa-Theater in Lublin, von 1968 bis 1972 am Klasyczny-Theater in Warschau, 1972 bis 1975 am Studio-Theater in Warschau und 1975 bis 1982 am Nationaltheater in Warschau. 1985 gründete sie zusammen mit ihrem Mann Piotr Lachmann in Warschau das experimentelle „Videoteatr Poza“, welches Videoprojektion in klassisches Theater aufnahm. Es war in Polen das einzige experimentelle Theater seiner Art.
Auch in Fernsehserien und -filmen, aber auch auf der Kinoleinwand war Jolanta Lothe zu sehen. In der Fernsehserie Doktor Ewa spielte sie 1971 die Krankenschwester Genowefa Kłoś, was ihr eine gewisse Popularität einbrachte. Ihre Darstellung der Urszula Kurasiowa in der Serie Polskie drogi im Jahr 1977 wurde im darauffolgenden Jahr mit dem Preis des Vorsitzenden des Rundfunk- und Fernsehausschusses für Schauspielerei gewürdigt. Zu ihren wichtigsten Filmen zählen Fliegenjagd, Sintflut und Rejs, in dem sie an der Seite ihrer Mutter Wanda Stanislawska-Lothe auftrat. Zwischen 1977 und 2007 trat sie nur noch sehr selten vor der Kamera auf. In der Fernsehserie Barwy szczęścia spielte Lothe dann zwischen 2007 und 2021 die Rolle der Teresa Struzik in über 400 Folgen.
Jolanta Lothe starb 2022 im Alter von 79 Jahren und wurde im Grab ihrer Mutter auf dem Powązki-Friedhof beigesetzt. Die Schauspielerin war insgesamt zweimal verheiratet. Zunächst von 1972 bis zu dessen Tod 1982 mit dem Dramatiker und Regisseur Helmut Kajzar, den sie während ihrer Zeit an der Theaterschule kennenlernte. Mit Kajzar hatte sie ein Kind, Tochter Paula, die 1973 geboren wurde. 1984 heiratete sie den deutschstämmigen Dichter und Theaterregisseur Piotr Lachmann, ein Freund ihres ersten Mannes, den sie bereits von einigen Projekten kannte.

## Filmografie
- 1965: Walkower
- 1969: Fliegenjagd (Polowanie na muchy)
- 1971: Doktor Ewa
- 1970: Rejs
- 1974: Die Sintflut (Potop)
- 1977: Polskie drogi
- 2007–2021: Barwy szczęścia